# غايوس ميميوس
غايوس ميميوس (باللاتينية: Gaius Memmius) هو شاعر وبليغ وسياسي روماني من القرن الأول قبل الميلاد. شغل منصب المدافع عن العامة في سنة 66 ق م وقد كان معلم الشاعر لوكريتيوس. تزوجت شقيقته ميميا من القنصل غايوس سكريبونيوس كوريو. كان أحد أشد المؤيدين لبومبيوس الكبير والمعارضين ليوليوس قيصر، حيث هرب مع بومبيوس إلى اليونان في سنة 49 ق م وتوفي هناك في ميتيليني. كان متزوج من فوستا كورنيليا ابنة سولا وأنجبت منه ابن واحد هو غايوس ميميوس الإبن وألذي شغل منصب القنصل في سنة 34 ق م.